# 샘 넌버그
샘 넌버그(영어: Sam Nunberg, 1981년 6월 21일 ~)는 미국의 외교 컨설턴트로 맨하튼에서 살고 있다. 캐나다 맥길 대학교에서 역사학을 전공한 이후, 2013년 미국 뉴욕주의 변호사 시험에 합격하였고, 2011년부터 트럼프를 위해 일하였다. 트럼프가 2011년 했던 일부 스피치는 넌버그가 작성한 것이었다. 그는 2016년 도널드 트럼프의 대선 캠페인 참모로 일하기도 했다. 2018년 3월 넌버그는 트럼프의 러시아 스캔들과 관련해서 트럼프에게 불리한 증언을 하여 백악관과 마찰을 빚었다.